# Monumento nacional Puente del Arco Iris
El monumento nacional Puente del Arco Iris (del inglés: Rainbow Bridge National Monument) es un monumento nacional de los Estados Unidos localizado en un extremo del lago Powell, en Utah, cerca de la frontera con Arizona. También llamado Rainbow Arch, con 85 m de longitud, 10 m de anchura y 90 m de  altura, es uno de los puentes naturales más grandes del mundo. Este lugar era considerado por los aborígenes americanos como un lugar sagrado.

Fue establecido el 5 de mayo de 1910 por proclamación del presidente William Howard Taft y protege una superficie de apenas 0,6 km². Es administrado por el Servicio de Parques Nacionales (NPS).

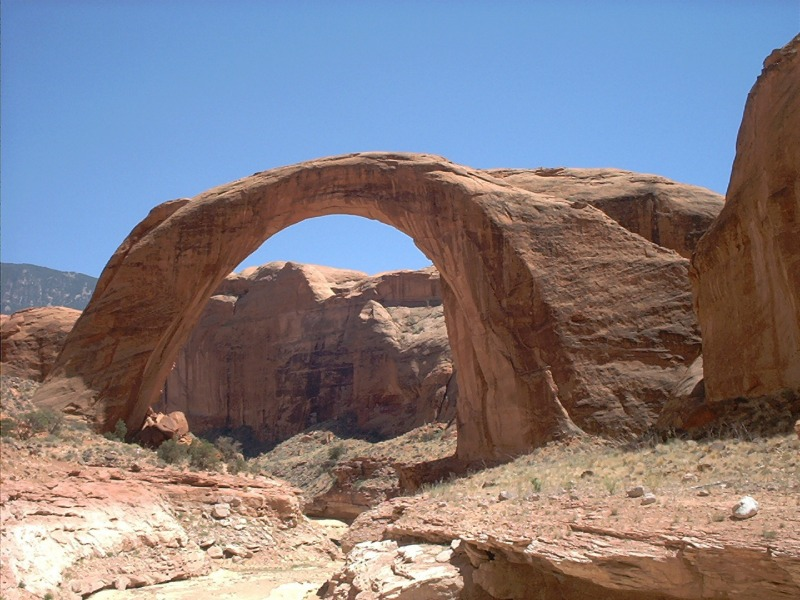
El puente natural del Arco Iris.